# Église Saint-Pierre d'Amblie
Pour les articles homonymes, voir Église Saint-Pierre.
L'église Saint-Pierre est une église catholique située à Amblie, en France.

## Localisation
L'église est située dans le département français du Calvados, au nord du bourg d'Amblie.

## Historique
Le portail occidental est classé au titre des monuments historiques depuis le 19 novembre 1910, le reste de l'édifice est inscrit depuis le 12 avril 1927.